# پسامدرنیسم

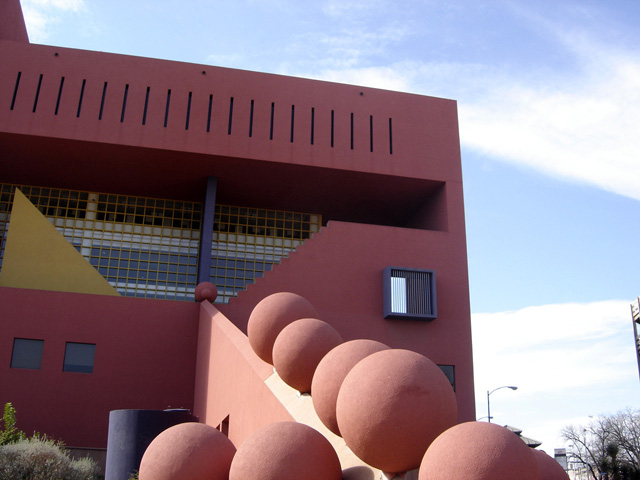
کتابخانه عمومی سن آنتونیو با معماری پسانوگرا

پسامدرنیسم، پسانوگرایی یا پُست‌مدرنیسم (همچنین: پساتجدد، مابعد تجدد) (به انگلیسی: Postmodernism) به سیر تحولات گسترده‌ای در نگرش انتقادی، فلسفه، معماری، هنر، ادبیات و فرهنگ می‌گویند که از بطن نوگرایی (مدرنیسم) و در واکنش به آن، یا به‌عنوان جانشین آن پدید آمد. پست‌مدرنیسم مفهومی تاریخی ـ جامعه‌شناختی است که به دوران تاریخیِ بعد از مدرنیسم گفته می‌شود.

## تعریف‌های دیگر
- بعضی به عبارت ساده آن را این‌گونه تعریف کرده‌اند: «چرخش از سلطنتِ خفقان‌آورِ فراروایت‌ها به خودمختاری پرتفرقهٔ خرده‌روایت‌ها»[۹]
- پسامدرنیسم، مدرنیته‌ای دیگر است که به مدرنیته با نگاهی نو و دیگر نظر می‌افکند. پسامدرنیسم سنت نفی‌کننده و انتقادی مدرنیته را در مورد خود مدرنیته به کار می‌گیرد.[۱۰][۱۱]

## خلاصه
پیشوند «پسا» در پسامدرنیسم الزاماً اشاره به تأخُر زمانی ندارد. پساتجدد در اصل در واکنش به نوگرایی و تحت تأثیر هوشیاری عمومی پس از جنگ جهانی دوم به وجود آمد. پسانوگرایی به مکتب فرهنگی، فلسفی، فکری و هنری اشاره دارد که سلسله‌مراتب مرکزی یا اصول ساختاریافتهٔ مشخص ندارد و در برگیرندهٔ پیچیدگی مفرط، تناقض، ایهام، تنوع و عدم انسجام درونی است. این عنوان گویا نخستین بار در سال ۱۹۱۷ میلادی به وسیله فیلسوف آلمانی
رودُلف پانویتس برای توصیف نهیلیسم فرهنگ غربی قرن بیستم که مضمونی وام گرفته از آراء نیچه بود، به کار رفته است.
پست‌مدرنیته در یک تغییر کلی از تولید به مصرف به عنوان مجموعه مرکزی فرآیندهای اجتماعی و اقتصادی ساخت اجتماعی مداخله می‌کند. به این معنا، مفهوم پست‌مدرنیته تا حدی مشابه جامعهٔ فراصنعتی است که می‌گوید جوامع صنعتی شاهد تغییر جهت از ساخت صنعتی به صنایع خدماتی با تأکید بر تکنولوژی اطلاعات هستند. شماری از نظریه‌پردازان مفهوم پست‌مدرنیته را برای اشاره به موقعیت نهادی استفاده نمی‌کنند بلکه به منظور ارجاع به موقعیت دانش به کار می‌برند. از این رو بومن عنوان کرده است که پیامدهای پست‌مدرنیته آن‌ها چیزهایی است که ذهن مدرن بر خودش از دور و بواسطهٔ درک انگیزش تغییر بازتاب می‌کند. عدم قطعیت، دو سوگرایی و ابهام پست‌مدرنیته امکان به چنگ آوردن سرنوشت به منظور خلق آینده‌مان را فراهم می‌آورد. هیچ‌یک از این‌ها تضمین یا مبنای عامی برای این پروژه نیستند بلکه تنها به عنوان احتمالی درون موقعیت پست‌مدرنیته ظاهر گشته‌اند. اندیشهٔ پست‌مدرنیته خواستار آن است که مدرنیته در پی برآوردن وعده‌های خود باشد ولو اینکه عقلانیت در آن تحریف شده است. برای لیوتار نیز وضعیت پست‌مدرنیته فهم موقعیت دانش در جامعهٔ بسیار پیشرفته است. او «بی‌اعتقادی به فراروایت‌ها» را به عنوان شاخصهٔ پست‌مدرنیسم معرفی می‌کند و تفاوت‌ها و فهم‌های واقع شده درون دانش‌های خاص خُردتر (خرده‌روایت‌ها) را تجلیل می‌کند. 

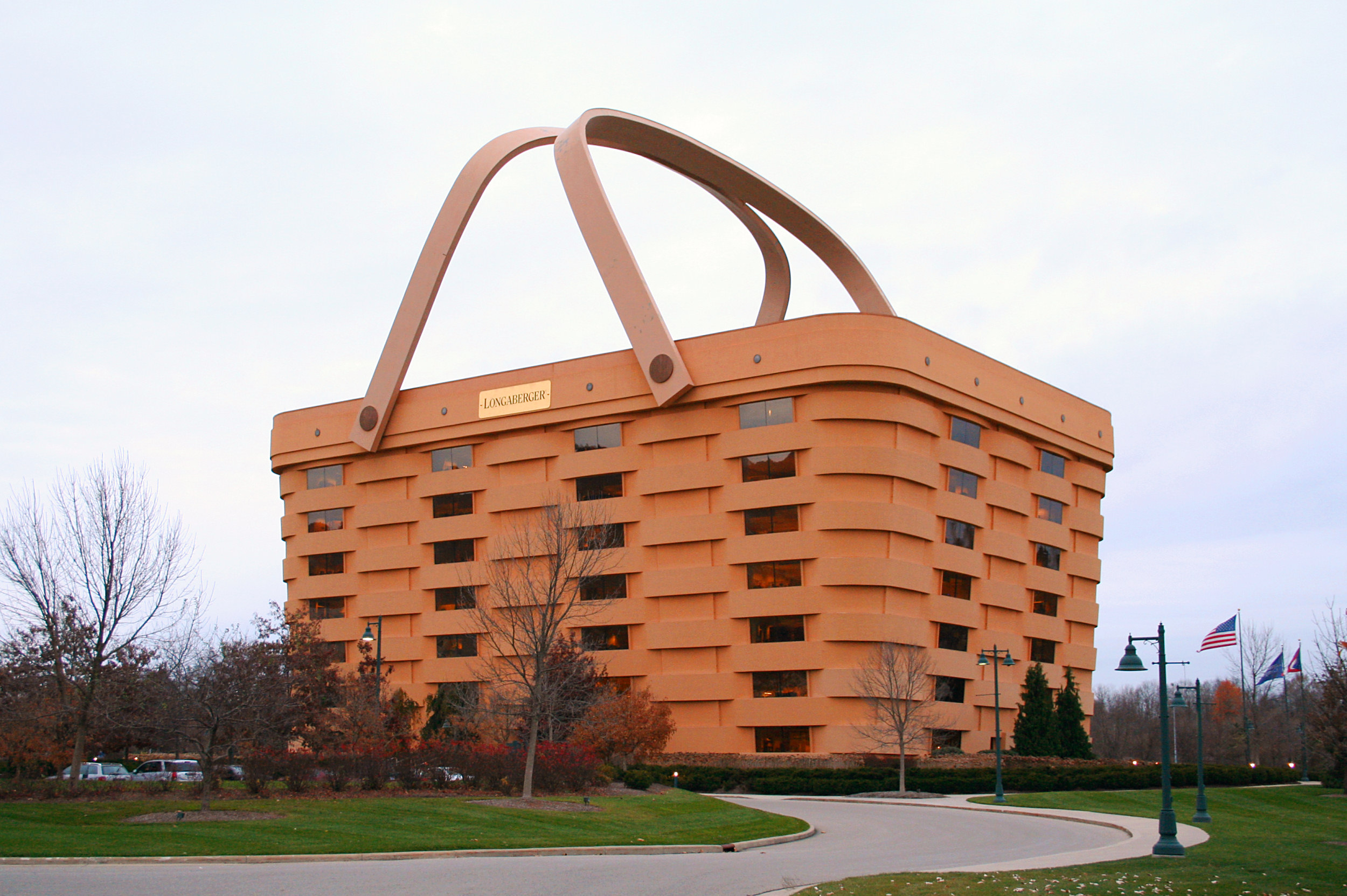
The Longaberger Companyیک کارخانه در اوهایو

پسانوگرایی مفهومی است که تعریف آن میان تحصیل‌کرده‌ها، روشنفکران، و تاریخ‌دانان به دلیل دلالت ضمنی آن به اینکه که دوران نوگرایی به‌سر رسیده است، بسیار مشکل و بحث‌انگیز است. با این حال، بیشترِ این افراد بر سر این مسئله که از اواخر قرن بیستم مفهوم «پسانوگرایی» یا «پست‌مدرنیسم» در مقولاتی مانند فلسفه، هنر، تئوری نقد، ادبیات، معماری، تفسیر تاریخ، و فرهنگ تأثیر داشته توافق نظر دارند.
از مواردِ کلیدیِ سازندهٔ پست‌مدرنیسم می‌توان اشاره کرد به:
- تردید ادامه‌دار نسبت به ایده‌ها و اعتقادات عصر مدرن به ویژه ماتریالیسم، استدلال، یقین و هویت شخصی، و به‌طور کلی شرح والا (بنگرید به ضد روشنفکری)
- باور به این که عواملی از قبیل تمایلات فرهنگی، افسانه، استعاره و مفاهیم سیاسی شکل‌دهنده کلیه ارتباطات می‌باشند (بنگرید به نسبی‌گرایی)
- ادعای این که مفهوم و تجربه مصنوعات فردی انسان و نه ساختهٔ هدف یک نویسنده یا داستان‌سُرا هستند (بنگرید به اگزستانسیالیسم یا اصالت وجود)
- اهمیت به شعر طنز، هجو، خودارجاعی، و بذله‌گویی
- پذیرش جامعه‌ای تحت سلطهٔ رسانه‌های جمعی که در آن هیچ نوع اصالتی دیده نشده و فقط رونوشتی از وقایع گذشته است.
- قائل‌بودن به جهانی‌سازی که می‌خواهد جوامعِ جهانیِ بدون هر گونه مرکزیت در قدرت غالب سیاسی، ارتباطی، یا در محصولات ذهنی را به هم بچسباند و جهان را به سوی تمرکززدایی در تمام شئونات و مراحل جهانی سوق دهد.

توجه داشته باشید که پست‌مدرنیسم با پست‌مدرنیته فرق دارد که واژه‌ای جداگانه است و مبین اوضاع اجتماعی یا فرهنگی عصر پسانوگرایی یا پست‌مدرنیسم.

## ریشه‌های پسانوگرایی
پیدایش پست‌مدرنیته را به طیفی از عوامل گوناگون نسبت داده‌اند، از جمله:
- رنگ باختن عقیده و ایمان به تبیین‌های عقلانی (علمی)
- افول اهمیت و مرکزیت کار در زندگی روزمره و پیدایش جامعهٔ پساصنعتی که مبتنی بر مصرف‌گرایی و فراغت است.
- قدرت رو به افزایش رسانه‌ها در به گردش درآوردن کثرتی از تصاویر و متون در میان مخاطبان جهانی

## چارچوب بحث

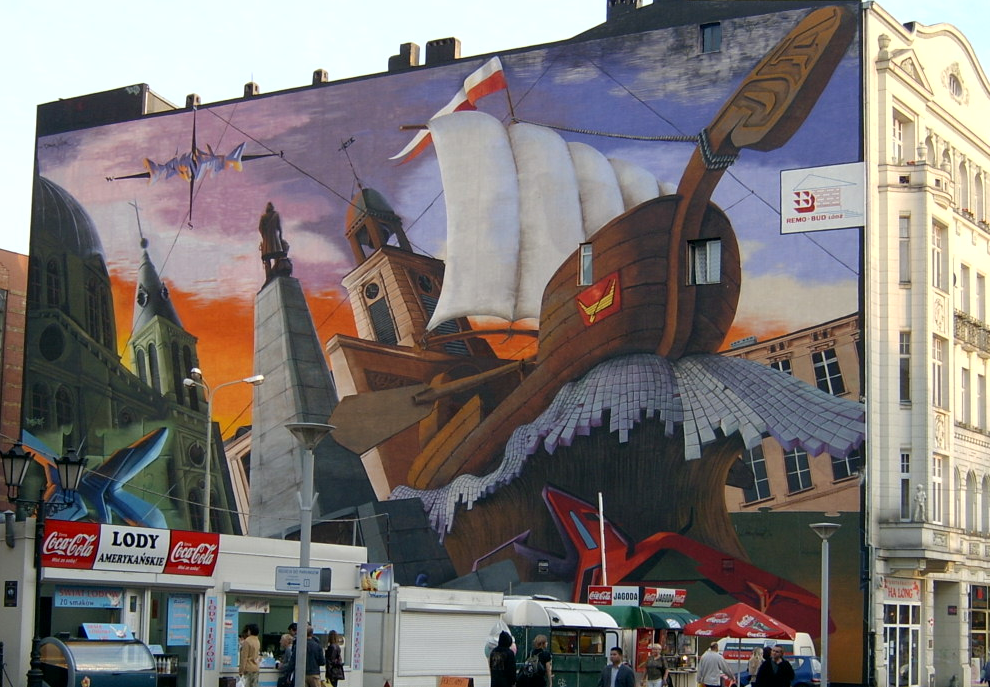

از پسانوگرایی غالباً به‌عنوان جریانی از اعتقادات یاد می‌شود که از طریق معکوس نمودن شماری از انگاشت‌های بنیادین نوگرایی، جایگزین نوگرایی گشته یا در حال جایگزینی آن می‌باشند. به‌عنوان مثال، نوگرایی اهمیت بسیار زیادی به مفاهیمی از قبیل منطق، مادیت و پیشرفت از یک سو و مفاهیمی که ریشه در روشنفکری داشته و جریانات اثبات‌گرایی و واقع‌گرایی اواخر قرن ۱۹ ازسوی دیگر قایل است – در حالیکه پسانوگرایی اصولاً وجود واقعی این مطلوبات را زیر سؤال می‌برد. بحث طرفداران پسانوگرایی اغلب آن است که مطلوب‌های واقعی آن‌ها در نتیجه شرایط خاص اقتصادی واجتماعی شامل آنچه به‌عنوان «سرمایه‌داری اخیر» و حضور دائمی رسانه‌های پخش و حرکت جامعه بسوی دورهٔ تاریخی تازه در اثر فشار چنین اوضاعی، به وجود می‌آیند. به‌هرحال، گروه کثیری از متفکرین و نویسندگان مفهوم پسانوگرایی را به‌عنوان بهترین عصر، تنوع یا گسترش نوگرایی و نه واقعاً یک عصر یا تفکر مجزا لحاظ می‌نمایند. به‌طور خلاصه، بحث طرفداران پسانوگرایی بر این پایه است که اقتصاد و شرایط تکنولوژیک عصر ما، به تمرکززدایی جامعهٔ تحت سلطه رسانه‌های جمعی انجامیده‌اند که در آن اعتقادات ارایه‌کنندهٔ ارجاعات داخلی و کپی یکدیگر و بدون هیچ نوع اصالت، ثبات یا هدف برای مقاصد ارتباطات، مفاهیم هستند. جهانی سازی که محصول ابداعات در زمینه‌های ارتباطات، تولید و حمل و نقل است، گاهی به‌عنوان نیرویی که محرک آن عدم تمرکز در زندگی مدرن است شناخته شده است که نهایتاً باعث ایجاد جامعه‌ای جمع گرا خواهد گردید که دارای ارتباطات عمیق درون جهانی بوده و بدون هر گونه مرکز قدرت غالب سیاسی، ارتباطات، یا محصولات ذهنی است. دانش‌آموختگان طرفدار پسانوگرایی اعتقاد دارند که چنین جامعه‌ای تمرکززدا به‌طور غیرقابل اجتناب پاسخ‌ها یا ادراکاتی را ایجاد می‌نماید که به‌عنوان پسانوگرا خوانده می‌شوند. این پاسخ‌ها عبارت‌اند از رد آنچه که اشتباه به‌نظر می‌آید، تحمیل پیوستگی فراداستانی و استیلا، شکستن قالب‌های طبقاتی، اتحاد ساختار و سبک‌های ادبی، و در هم کوبیدن طبقاتی که نتیجه تمرکز اصلیت و دیگر فرم‌های تحمیل مصنوعی دستور است. در عوض، آن‌ها به اختلاط عوامل، بازی و ساختن عقاید برگرفته از متون مختلف و نابودی سمبل‌ها و تبدیل به پایه‌های پویای قدرت و جایگزین کردن آن به وسیلهٔ آنچه این سمبل‌ها معانی خود را از آن به‌عنوان دلالت‌کننده بر گرفته‌اند، ارج می‌نهند. در چنین فضایی، این موضوع با عصر پساساختارگرایی در فلسفه، کمینه گرایی در هنر و موسیقی، ظهور پاپ و ظهور رسانه‌های گروهی در ارتباط است.
دانش پژوهانی که انشقاق مفهوم پسانوگرا را به‌عنوان یک دوره مشخص پذیرفته‌اند بر این باورند که جامعه به‌طور کلی از تفکرات مدرن پرهیز نموده و در عوض ایده‌هایی را جذب می‌کند که ریشه در عکس‌العمل به محدودیت‌ها و ممنوعیت‌های آن ایده‌ها دارند. به‌هرحال، زمان حاضر یک دوره تاریخی جدید بحساب می‌آید. در حالیکه خصوصیات زندگی پسانوگرایی گاهی بسختی قابل درک هستند، اکثر محققان پسانوگرا به تغییرات محکم و قابل مشاهده تکنولوژیکی و اقتصادی اشاره می‌کنند که روش‌های جدید فکری را به ارمغان آورده‌اند. مخالفان این ایده بر سر این مسئله که این اعتقاد ارایه‌کننده آزادی است مخالفت می‌کنند، اما در عوض به خلاقیت و ریشه کن ساختن سازمان با عواملی از قبیل اعتقاد به توحید و ضربه غیرمستقیم معتقدند. آن‌ها عقیده دارند که مفهوم پسانوگرایی پیچیده و غامض است. اغلب در خصوص این مبحث همچنین ادعاهای شدیداللحن سیاسی بگوش می‌رسد که در این زمینه نظریه پردازان محافظه‌کار سخت‌ترین انتقادات را بر پسانوگرایی وارد می‌سازند. همچنین در رابطه با اینکه این تغییرات تکنولوژیک و فرهنگی معرف یک دوره تاریخی جدید هستند یا صرفاً بسط دوره‌ای مدرن، اختلاف نظر وجود دارد. از آن گذشته ادعای دیگران و نظرات موید آنکه فرهنگ وارد دوره پسانوگرایی شده و و اینکه حتی عصر پسانوگرایی پیشتر به پایان رسیده، موضوعات را هر چه بیشتر پیچیده می‌کند.

## دلالت ضمنی

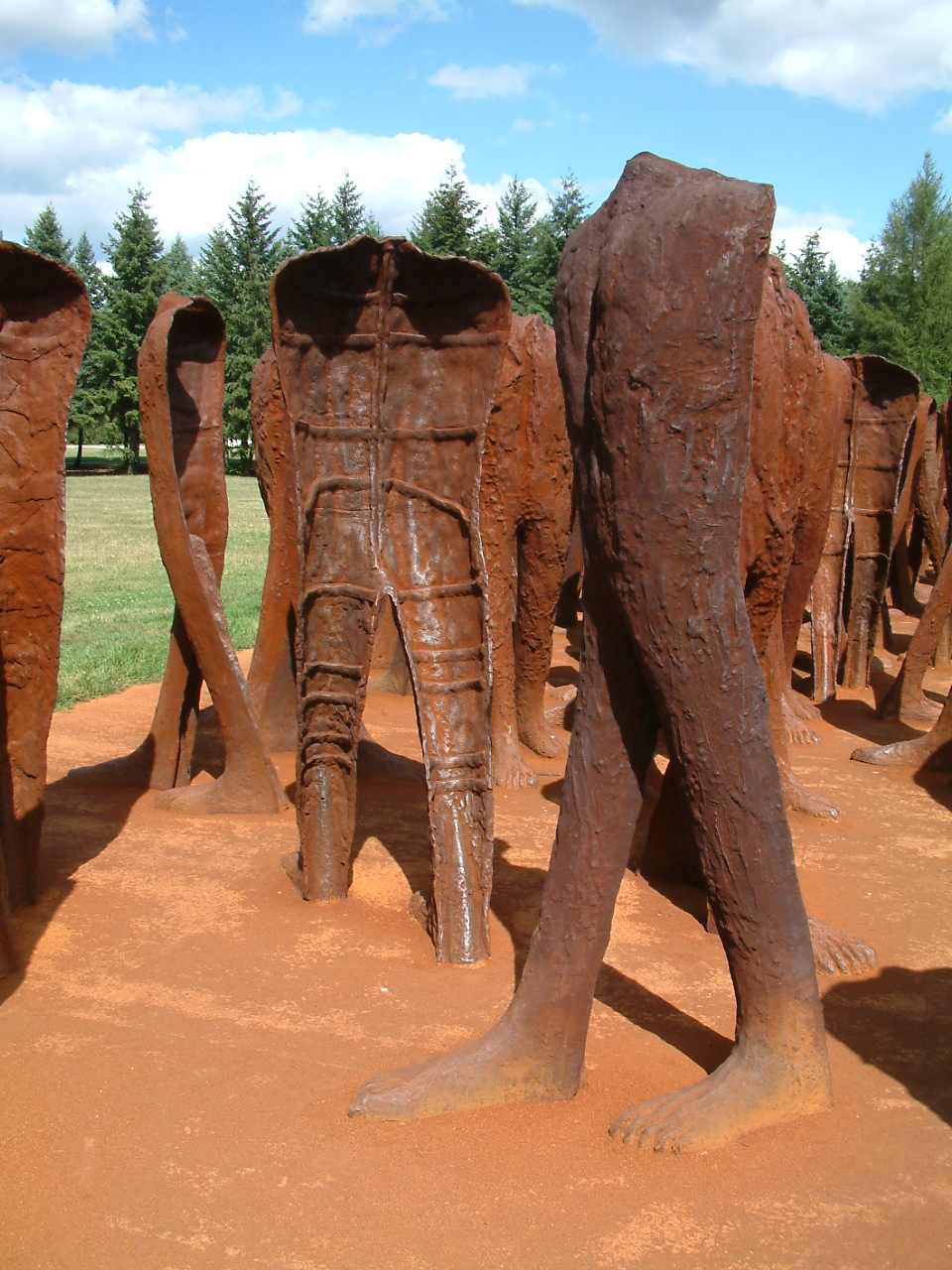

دلالت ضمنی پسانوگرایی بر این عقیده است که دانش طبقاتی گردیده است. از طریق «کامپیوتریزه شدن جامعه» و استیلای رسانه‌های جمعی، دانش سیال و سبک گردیده است؛ بنابراین در حال حاضر سکوی قدرت به چگونگی کنترل دانش برمی گردد. همچنان‌که عوامل بیشتری توان اداره کردن و کنترل دانش را می‌یابند، قدرت دولت‌ها کاهش می‌یابد. در واقع وجود دولت‌ها به آنچه تحت کنترل دارند وابسته گردیده است. کارکرد دولت‌ها به‌طور کارا و از طریق آن‌ها به قاطبه ملت گزارش می‌شود و از این رهگذر یعنی تعالیم ملت، دولت‌ها قادر به تصمیم‌گیری در امورات جاری می‌گردند. نقش، کاربرد صحیح و معنای پسانوگرایی همچنان مورد بحث‌های شدید قرار داشته و در معنا مورد اختلاف گسترده قرار دارد.

## اصطلاح
همانند قسمت‌های دیگر، کاربری اصطلاح نیز منوط به عوامل مشکل ساز نامتوازن و تفرقه‌انگیز است. برخی افراد تعاریف موجز پسانوگرایی را اغلب در تئوریهایی از قبیل نسبیت‌گرایی، پوچ‌گرایی، ضد روشنفکری یا ضدنوگرایی به کار می‌برند. دیگران اعتقاد دارند که جهان چنان عمیق دست‌خوش تغییرات گشته که این اصطلاح تقریباً بر همه چیز قابل انطباق شده است و بنابراین پسانوگرایی را در گستره فرهنگ به کار می‌برند. مردم نیز که اعتقاد دارند پسانوگرایی واقعاً فقط یک جنبه عصر مدرن است، نیز آن را به‌عنوان اصطلاحاتی از قبیل عصر معاصر نوگرایی مورد استفاده قرار می‌دهند.

## نوگرایی
نوگرایی به دوره زمانی یا اوضاعی گفته می‌شود که با انقلاب صنعتی یا نهضت روشنفکری شناسائی می‌شود. گفته می‌شود یکی از «کاربرد» های نوگرایی پرورش پیشرفت و ترقی است که از طریق به‌کارگیری اصول منطق، سلسله مراتب در بخش‌های عمومی و هنری زندگی به دست می‌آید. اگرچه می‌توان امتیازات مفیدی را بین اعصار نوگرایی و پسانوگرایی قایل شد، ولی این مسئله باعث حذف تشابهات حاضر بین این دو عصر نمی‌گردد. یکی از شاخصترین تفاوت‌ها بین نوگرایی و فرانوگرایی نگرانی از جامعیت یا کلیت است. در حالی که هدف هنرمندان نوگرا تسخیر جامعیت یا کلیت در برخی صحنه‌هاست، پست‌مدرنیست‌ها این تمایل را به‌عنوان فراداستان‌ها تخطئه می‌نمایند. این کاربری به فیلسوفانی همانند ژان فرانسوا لیوتار و ژان بودریار نسبت داده شده است. لیوتار مفهوم تجددگرایی یا نوگرایی را به‌عنوان یک وضعیت فرهنگی که دارای خصوصیت تغییر مداوم در جهت پیشرفت است می‌شناسد. او همچنین پسانوگرایی را ارایه‌کننده حد اعلی این پیشرفت می‌داند که در آن تغییرات مکرر به صورت پدیده‌ای عادی درآمده و پندار پیشرفت به کهنگی می‌گراید. در عین حال نویسندگانی از قبیل جان رالستون سال اعتقاد دارند که پسانوگرایی نشانگر سرخوردگی انباشته شده در اثر مواعید پروژه روشنفکری و پیشرفت علوم و در نتیجه در مرکز قرار گرفتن تفکر مدرن است.
یکی از عوامل پراهمیت در رابطه با پسامدرنیسم، جنبشی در ادبیات است که ساختارگرایی خوانده می‌شود.

## گرایش‌های زیست‌محیطی در معماری پست‌مدرن
سرآغاز دههٔ ۱۹۷۰ نقطهٔ عطفی در خصوص محافظت از محیط زیست محسوب می‌سود، از جمله اقدامات مهم این دهه، تأسیس سازمان‌های بین اللملی همچون صلح سبز در سال ۱۹۷۱ بود، که آزمایش‌های اتمی، آلودگی آب و هوا، ونیز کشتار جانوران را مورد اعتراض قرار داد، ا اعتراضات با توجه به پوشش رسانه‌ای گسترده به‌طور روزافزون، توجه ساکنین سراسر زمین را به خود جلب کرد.
بوم شناسانی چون ای.اف. شوماخر و موری بوکچین در راستای مقاومت در برابر روند مستمرسازی صنعتی سازی، شعار کوچک زیبا است را سر دادند که هدف از آن، طرح یک جهان بینی قابل درک در چهارچوب یک اقتصاد محلی و از این رو طرح شعار بوم شناسانهٔ «جهانی بیندیشید محلی عمل کنید» بود.
از این گذشته بحران نفت که در آغاز دههٔ ۱۹۷۰ به مرحلهٔ حاد خود رسید، به جستجو برای یافتن یک منبع انرژی تازه نیز منجر شد. در نتیجه نیروی هسته‌ای به عنوان حلال همهٔ مشکلان انرژی مورد توجه قرار گرفت. اما از سوی دیگر اعتراضات علیه ساخت نیروگاه‌های هسته‌ای در سراسر دهه ۱۹۷۰ در اروپای غربی به پیدایش یک جنبش صلح‌آمیز کاملاً سازمان یافته در دهه ۱۹۸۰ انجامید.
در آمریکا نیز جنبش ضد هسته ای، گویای اهداف مشابهی بود و به ویژه پس از آگاهی عموم مردم از حادثه نیروگاه هسته‌ای پنسیلوانیا در مارس ۱۹۷۸ در تری مایل آیلند حمایت گسترده‌ای را به دنبال خود جلب کرد.
گرایش به بوم‌شناسی در روند صنعتی و شهری شدن در قرن نوزدهم در اروپا و آمریکای شمالی به همین نحو منجر به پیدایش بینش‌های بوم شناسانه‌ای در میان نظریه پردازان سوسیالیسم شد. کارل مارکس در عین حال که در مانیفست حزب کمونیست در سال ۱۹۴۸ از بورژوازی به عنوان تنها نیروی انقلابی مطرح در زمینهٔ رشد و توسعه‌های مدرن ستایش کرده بود بعد تر و با توجه به شرایط اقتصادی و اجتماعی انگلستان در دهه‌های ۱۸۵۰ و ۱۸۶۰ در ابزار تولید کاپیتالیستی ابراز تردید کرد.
مارکس گردش مواد در حلقه‌ای میان زمین و انسان را به عنوان تنها امکان برای ثمر بخشی مستمر زمین و طبیعت به‌طور کلی در نظر می‌گرفت.
از نظر او تولید کاپیتالیستی فناوری و آمیزهٔ صور گوناگونی از فرایندهای اجتماعی را تنها برای بهره‌برداری از همهٔ منابع اصلی ثروت یعنی زمین و کارگران توسعه داده بود.

## گروه‌های سبز در معماری پست‌مدرن
علاوه بر گرایش‌های مارکسیستی طرفداران جنبش‌های زیست‌محیطی احزاب و گروه‌های متعددی در این دو دههٔ اخیر تشکیل شده و تحت عنوان گروه‌های سبز صلح آمیز، زمین سالم و غیره به فعالیت‌های سیاسی و اجتماعی رو آورده‌اند.
این گروه‌ها در سال‌های اخیر تلاش نموده‌اند تا برای خود مبانی فلسفی نظریه و اندیشه‌های سیاسی فراهم کنند و بر اساس مفاهیم نظری و دست مایه‌های عمیق فکری به چالش با معضلات زیست‌محیطی برخیزند.
از جملهٔ این تلاش‌ها می‌توان به کتاب فلسفه و اندیشهٔ سیاسی سبزها اثر اندرو دابسن اشاره کرد. این کتاب که نخستین بار در سال ۱۹۹۰ به چاپ رسید به صورت یکی از منابع اساسی و به اصطلاح کتاب مقدس مطالعات زیست‌محیطی به حساب می‌آید در این کتاب تحلیل‌های جامع و قوی دربارهٔ آرا و رفتار سیاسی، اهداف و استراتژی‌های جنبش سبز ارائه شده است در آخرین چاپ کتاب، جریانات اخیر و پاسخ‌های ارائه شده به موضوعات مطروحه در چتپ نخست، گنجانده شده است. از جمله مواردی که در چاپ اخیر به چشم می‌خورد، ارجاعات تطبیقی وسیع به سایر ایدئولوژی ها- از سوسیالیسم تا فاشیسم است، تلاش نویسندگان این بود که بتوانند به کمک ارجاعات مذکور، جایگاه اکولوژیسم در مطالعه ایدئولوژی‌ها مشخص سازند و بر نقش مهم و در حال ظهور آن تأکید ورزند.

## فرضیه گایا در گرایش‌های زیست‌محیطی
همسو با نظریات محیط زیست گرایان پست‌مدرن، در سال ۱۹۷۲ ،جیمز لاولاک شیمیدان انگلیسی فرضیه گایا را مطرح می‌کند. لاولاک توجه مارا به این پرسش جلب می‌کند که آیا مادهٔ زندهٔ زمین، هوا، اقیانوس‌ها و سطح خشکی‌ها، نظامی غول آسا و ارگانیسم زیستی واحدی را تشکیل نمی‌دهند؟
او برای این فرضیه کل نگر، شواهد علمی ارائه می‌دهد گایا، نام الهه زمین مادر نزد یونانیان باستان است. گایا، نمایان گر این نظریه است که زمین، جاندار و موجودی زنده است، نه سیاره‌ای بی جان که نظام‌های زنده برآن زندگی می‌کنند.
این اندیشه تازه نیست بسیاری از فیلسوفان یونانی اعتقاد داشتند که زمین موجودی است فانی که پیر می‌شود و سرانجام می‌میرد.
مسیحیان اولیه، این اندیشهٔ زمین همچون الهه مادر را به مثابهٔ اسطوره‌ای کافرانه، مردود می‌دانستند. اما در اواخر قرن بیستم، با مطرح شدن فرضیه گایا توسط جیمز لاولاک، این اسطورهٔ باستانی دوباره احیا گردید.
فرضیه گایا این اندیشه را مطرح می‌کنند که گایا یک موجود زندهٔ بسیار پیچیده است که باید مایه تأمل اعجاب آمیزان باشد و نه سرچشمهٔ ارضای حس مادی و غرت گرایانهٔ ما.
پیام گایا این است که زمین سزاوار حفاظت است و این دربرگیرندهٔ پیامی ضد اومونیستی است؛ زیرا از ما می‌خواهد که اگر طرح‌های ما برای سلامتی زمین زیان بار از کار درآید، آن طرح‌ها را برای همیشه متوقف کنیم. والبته، بنا به نظر لاولاک حفظ زمین همچون حفظ خودمان است. لاولاک می‌گوید که ما با ادامهٔ عملکردهای صنعتی ممکن است حکم خودکشی خویش را امضا کنیم، زیرا اختلال‌هایی که به عنوان یک گونه در زمین ایجاد می‌کنیم ممکن است دگرگونی‌هایی جبرانی را در آب و هوا تحریک کنیم که برای کل پهنهٔ زیست خوب باشند، ولی برای نوع انسان بد.

## نخستین حامیان پایداری در معماری پست‌مدرن
اولین حامیان پایداری که به‌طور جدی در دههٔ ۱۹۶۰ با آن برخورد کردند بیشترین دغدغهٔ کاری آن‌ها در حیطهٔ حفظ محیط زیست از ضایعات صنعتی، هماهنگی مصنوعات ساخته شده با طبیعت، حفظ تعادل اکولوژی و غیره بود؛ ولی با گذشت سه دهه، حیطهٔ معنای واژگان مذکور به کل تغیر کرد و با یک نگرش مثبت تر از قبل و با دید کل نگر به روابط اجتماعی، تعامل بین نیروها و با چشم‌اندازی به آینده و تحولات تکنولوژی به موضوعات می‌نگرند. نام‌گذاری روزی به خاطر به زمین با عنوان روز زمین ۲۲ آوریل در ژوئن سال ۱۹۷۰، حادثهٔ مهمی بود که در تاریخ جنبش سبز به وقوع پیوست. این رویداد تاریخی باعث شد تا نگرانی‌های اکولوژی که در دههٔ ۱۹۶۰ مطرح شده بود، پررنگ گردد. این امر، به ویژه دو سال بعد یعنی زمانی که منابع سوخت فسیلی خاورمیانه کاهش یافت و قیمت آن به‌طور قابل ملاحظه‌ای افزایش پیدا کرد اهمیت بیشتری یافت. به این ترتیب در پی اعتراض همگانی، تلاش‌های فراوانی از سوی مجامع دست اندر کار محیط زیست آغاز گردید به خصوص در سال ۱۹۷۲ گزارشی از طرف انجمن اندیشمندان رم منتشر شد که در ان به مواردی از جمله فعالیت‌های صنعتی در جهان و کاهش منابع تجدید ناپذیر اشاره شده بود موضوعات زیست‌محیطی مطرح شده در اولین گردهمایی روز زمین، بیانگر این واقعیت بود که کاهش منابع، رشد جمعیت و محدود شدن زمین‌های کشاورزی،نتیجه‌ای جز قحطی جهانی، آلودگی آب و هوا، سوراخ شدن لایهٔ ازون و متعاقباً به وجود آمدن شرایط گلخانه ای در جو زمین، در برنخواهد داشت، حقیقتی که برای ما امروز بسیار ملموس و مشهود است. در اولین گردهمایی روز زمین، اساساً به جای آکولوژی موضوع تداوم‌پذیری پایداری بیشتر مورد توجه قرار گرفته و بر اهمیت درک و شناخت این مفهوم برای آیندگان، به ویژه این مسئولان این امر، تأکید شده بود. اولین کاربرد واژهٔ پایداری در ارتباط با محیط زیست در سال۱۹۸۰ و در مقالاتی با عنوان استراتژی حفاظت از جهان که توسط سازمان بین‌المللی حفاظت از طبیعت منتشر گردید برای همگان روشن شد

## کنفرانس‌های پایداری در جهان
یافتن راهکارهایی برای توسعهٔ پایداری، هر ساله با تشکیل کنفرانس‌ها و مجامع بین‌المللی انجام می‌گیرید و شروع این روند با اولین کنفرانس سازمان ملل متحد در سوئد با نام محیط زیست انسانی در سال ۱۹۸۶ به انجام می‌رسید. هدف عمدهٔ این کنفرانس توسعهٔ اجتماعی، اقتصادی و سیاسی، با مد نظر قرار دادن مفهوم توسعهٔ پایدار بود. پس از کنفرانس محیط زیست انسانی نهادی با نام برنامهٔ محیط زیست سازمان ملل در اجلاس لاهه در هلند از سوی کنفرانس محیط زیست و توسعه سازمان ملل در سال ۱۹۹۱، تأسیس شد در ادامهٔ همین اجلاس در بهار سال ۱۹۹۲ کنفرانسی توسط موریس سترانگ سازمان دهی شد که کمیسیون سازمان ملل ناظر آن بود. این کنفرانس در سرادومار نزدیک شهر ریودوژانیرو در برزیل، با عنوان اجلاس زمین برگزار گردید. در این اجلاس بیش از یکصد رهبر جهان شرکت کردند مهم‌ترین مصوبه این اجلاس دستور کار ۲۱ بود. طرحی پیچیده با ۴۰ بخش مجزا برای شناسایی مسائل متفاوت زیست‌محیطی. سرفصل‌های مطرح شده در دستور کار ۲۱ را می‌توان در ۶ اصل کلی دسته‌بندی نمود این اصول عبارت اند از: استفادهٔ بهینه از منابع کرهٔ زمین، حفاظت از منابع مشترک کرهٔ زمین، مدیریت زیستگاه‌های بشری، مدیریت و کنترل زوائد آلوده‌کننده‌های محیط زیست، رشد اقتصادی قابل کنترل.

## تعریف کمیسیون جهانی محیط زیست و توسعه
تأمین نیازهای کنونی بدون لطمه زدن به توانایی نسل‌های آینده برای برآوردن نیازهای خاص است

## تعریف توسعهٔ جهانی حفاظت
بهبود کیفیت زندگی انسان در چهارچوب ظرفیت برد اکوسیستم‌های حامی آن است

## هدف اصلی توسعه پایدار در معماری پست‌مدرن
هدف اصلی توسعه پایدار تأمین نیازهای اساسی، ارتقای سطح زندگی برای همه حفظ و ادارهٔ بهتر اکوسیستم‌ها و آینده‌های امن تر سعادت مند تر ذکر شده است این هدف خود متضمن تناقضی است که بسیاری آن را از خصوصیات اصلی اصطلاح توسعه ی پایدار می‌دانند تأمین رشد لازم برای بهبود سطح زندگی عموم و آینده‌ای مرفه تر و در عین حال حفظ اکوسیستم‌ها لیکن، موضوع این است که با تغییراتی که بشر در محیط و بستر طبیعی خود پدیدآورده، به چنان مرحلهٔ بحرانی از تاریخ خود رسیده است که ادامهٔ حیاط سالم در کرهٔ زمین را مستلزم تجدید نظر در فرضیاتی قرار می‌دهد که مدل‌های رایج برنامه‌ریزی و توسعه و پایهٔ آن‌ها قرار گرفته‌اند. استفاده گسترده ار مفهوم پایداری مبین استحکام و مفید بودن اهداف و مهانی برای معماری و شهرسازی است از مهم‌ترین این خصوصیات توجه به چشم‌انداز بلند مدت است اگر چه بدیهی به نظر می‌رسد که برنامه‌ریزی و ساختمان‌سازی الزاماً بلند مدت باشد لیکن در عمل اغلب چنین نیست، خصوصاً الگوهای بلند مدت رشد مناطق شهری، کاربری‌ها، استفاده از منابع و توسعهٔ زیرساخت‌ها، نیازمند توجه هستند، چه رسد به موضوع کهنهٔ جلوگیری از رشد بی‌رویه حاشیه نشینی در اطراف شهرهای بزرگ. از سویی، بیش از ۳۰ سال است که رابطهٔ انسان با طبیعت به دلیل رخ دادن طیف وسعی از بحران‌های محیطی، بر زمرهٔ مباحث خاص و بسیار مهم درآمده است. داده‌ها نشان می‌دهند که انسان قرن حاضر روزانه به‌طور متوسط بیش از ۶۰برابر انسان دورهٔ کشاورزی و ۶ برابر انسان دههٔ ۵۰ انرژی مصرف می‌کند مصرف روزافزون انرژی در شهرها به ویژه در ساختمان‌ها که سهم قابل توجهی را به خود اختصاص داده‌اند، جهان را با مخاطراتی چون گرم شدن سیارهٔ زمین، تخریب لایه اوزن و بارش باران‌های اسیدی مواجه ساخته است. از سوی دیگر، تأمین آسایش و راحتی بی‌قید و شرط استفاده‌کنندگان ساختمان‌ها، چه در منازل و چه در محیط‌های کار، باعث ایجاد وابستگی مفرد انسان به سیستم‌های مکانیکی و در نتیجه، مصرف عنان گسیختهٔ انرژی شده و این بی‌توجهی در طراحی ساختمان‌های معاصر، انعکاس یافته است. انسان اکنون از لحاظ صرفه جویی انرژی، در موقعیتی قرار دارد که هیچگاه تا به این حد بحرانی نبوده است، لذا موضوع معماری پایدار، استفادهٔ بهینه از انرژی و توجه به محیط، در راس برنامه‌های اجرایی بیشتر حکومت‌ها، قرار گرفته است در واقع می‌توان گفت، طراحی ساختمان‌ها و شهرها در هر گوشه از جهان می‌تواند باعث تخریب یا بهبود شرایط زیستی در زمین گردد به همین علت و با در نظر این هم پیوندی این تأثیرات، طراحی ساختمان‌هایی که ویژگی صرفه جویی در انرژی و همچنین حفاظت از محیط زیست را در خود داشته باشند، در زمرهٔ اصلی‌ترین مسئولیت‌های معماران قرار می‌گیرد

## پست‌مدرنیسم در ایران
محمود طیب در کتاب مدرنیسم و پست‌مدرنیسم در غزل امروز ایران در رابطه با ظهور جدی پست‌مدرنیسم در ایران می‌نویسد: «از آخِرهای دوران قاجار و هم‌زمان با جنبش مشروطه (مشروطه: ۱۲۸۴، ۱۲۸۵–۱۳۰۴. خ) با نام تجدد آغاز شد اما هیچ‌گاه نتوانست ـ حتی در یک وجه ـ به عرصهٔ زندگی اجتماعی یا صنعت، آموزش و تولید یا هر بخش دیگری وارد شود. تلاش‌های رضاشاه (حکومت: ۱۳۰۴–۱۳۲۰. خ)، تنها توانست در حد پیش‌زمینه‌ها و جرقه‌هایی کارایی داشته باشد و بعد از او در دورهٔ محمدرضا پهلوی (حکومت: ۱۳۲۰–۱۳۵۷. خ) نیز حرکت‌ها و کوشش‌هایی در این زمینه صورت گرفت ـ از جمله فعالیت‌های محدود هسته‌ای که در انحصار آمریکا بود و از منابع ایرانی استفاده می‌شد ـ اما با روی دادن انقلاب ۵۷ ایران و براندازی حکومت پهلوی (۱۳۰۴–۱۳۵۷. خ) همهٔ پروژه‌ها و در رأس آن‌ها فعالیت‌های اتمی به دلیل تغییرهای بنیادین در ساختارهای همه‌جانبهٔ کشور در آغاز کار از دست آمریکا خارج شد و چندی بعد وقوع یورش نظامی کشور عراق به ایران و جنگ هشت ساله (۱۳۵۹–۱۳۶۷. خ) همهٔ امیدها را در جهت رقم خوردن مدرنیزم و پیشرفت همه سویه به یأس مبدل کرد.»

«میانه‌های دههٔ ۷۰ ـ خرداد ۱۳۷۶ ـ با روی کار آمدن سید محمد خاتمی (۱۳۲۲ـ. خ) در دورهٔ هشت سالهٔ ریاست جمهوری او (۱۳۷۶–۱۳۸۴. خ) کارهایی صورت گرفت که به دلیل‌های سیاسی هیچ‌گاه فراتر از سطح ـ جز در حوزهٔ اندیشه ـ نتوانست از خود کارایی نشان دهد. در این دوره(۱۳۷۶–۱۳۸۴. خ) تنها حرکت سودمندی که انجام شد آزادی‌های نِسبی اجتماعی، تغییر نگرش‌ها دربارهٔ زندگی و اشیا، مطرح شدن اصطلاح‌ها و واژه‌های مدرن و به چالش کشیدن سنت بود و از آن‌جا که پیشرفت و دگرگونی ادبیات و فرهنگ محصول تحول و دگرگونی در همهٔ عرصه‌های اجتماعی، فرهنگی، صنعتی و سیاسی و تجدید نظر در مبانی سنت با حفظ عصارهٔ آن است، تاکنون اجتماع و محیط فرهنگی و سیاسی ایران به هیچ وجه نتوانسته است از زیرِ بار قاعده‌های سنگین و کهنهٔ سنتی شانه خالی کند! ولی با این‌همه، به واسطه توسعهٔ وسیله‌های ارتباط جمعی به‌ویژه شبکه‌های جهانی اینترنت و خدمات به روز و به دور از هرگونه محدودیت رسانه‌ای(!) فرهنگ اجتماعی، سیاسی و فرهنگی (و ادبی) ایران جدای از میل حاکمّیت از مجموعهٔ کشورهای جهان سوم، بیرون آمده به زیر مجموعهٔ کشورهای در حال توسعه پیوست!
جریان مدرنیسم به تأثیر از چنین جوّی از آغاز دههٔ ۸۰ خورشیدی رسماً به حوزهٔ ادبیات و فرهنگ ایران وارد شد. اگرچه انبوه جوانانی که با روی باز به پیشباز چنین جنبشی رفتند برخی عجولانه و بدون تجزیه و تحلیل‌های منطقی برخوردهایی مسامحه‌آمیز با آن داشته‌اند و از همان آغاز به مطرح کردن مباحثی فراتر از آن پرداختند که به زودی با نام جریان پست‌مدرنیسم مطرح و نام‌آور شد، امّا به‌طور کلی این جنبش سابقهٔ چند سالهٔ درخشانی را در ایران از خود به جا گذاشته است.
در ایران که ـ در نگاهی کلی ـ کشوری توسعه نیافته است و از نزدیک به یک دهه پیش، آهنگ‌های توسعهٔ (همه‌جانبه) در آن به گوش می‌خورد، از حوالی پس از سال ۱۳۷۰خ (نزدیک به سال ۱۹۹۰. م) به‌گونهٔ بسیار کم‌رنگ رگه‌هایی از این جنبش دیده می‌شود
با وجود بافت سنتی جامعه، اقتصاد و… اندیشه‌ها متحول و دیگرگون شده است و بیش‌تر افراد در درون خود دنیایی نو و جلوتر از زمان دارند ـ اما نه آن‌چنان جلو که از زمان و زمانه و مردم خود گم شوند! به قولی (آشوری، ۱۳۸۴: ۱۸۷) ما با تکانه‌های سختی که خورده‌ایم بنیان‌های جهان‌بینی سنتی و نیز مدرن‌نمای ما درهم ریخته و وارد مرحلهٔ دیگری از مسائل و نیز شکلِ طرح و فهم آن‌ها شده‌ایم.»

## پست‌مدرنیسم در رسانه
پست‌مدرنیسم یک نظم اجتماعی را توصیف می‌کند که در آن رسانه‌های جمعی و فرهنگ عامه بر تمام اشکالِ دیگرِ روابط اجتماعی تأثیر می‌گذارند. به عبارت دیگر، نشانه‌های فرهنگ عامه و تصاویر موجود در رسانه‌ها به‌طور فزاینده بر درک ما از واقعیت و تعریف ما از خود و دنیای اطراف مان تأثیر می‌گذارند. برای مثال، رسانه‌های جمعی در گذشته، واقعیت اجتماعی را منعکس می‌کردند. اکنون واقعیت تنها از طریق توصیف کردن تصاویر سطحی قابل تعریف است. دیگر مخدوش شدن واقعیت مطرح نیست. چون خارج از محرک‌های سطحی رسانه‌ها، واقعیتی وجود ندارد تا مخدوش شود. این نکته در نظریهٔ پست‌مدرنیسم مسئله‌ای است که باید به آن توجه شود.
از نظر پست‌مدرنیست‌ها هیچ واقعیتی بیرون از آنچه در رسانه‌ها مشاهده می‌کنیم، وجود ندارد؛ هنگامی که تجربیات ما توسط تصاویر و نشانه‌های رسانه‌های جمعی شکل می‌گیرند یا شبیه‌سازی می‌شوند، «معنای واقعی» محو می‌شود.

## پایه‌گذاران پسامدرنیسم
- فردریش نیچه
- ژان فرانسوا لیوتار
- ژان بودریار
- میشل فوکو
- ژاک دریدا
- مارتین هایدگر